# Thomas Thynne, 1:e markis av Bath
Thomas Thynne, 3:e viscount Weymouth och 1:e markis av Bath, född den 13 september 1734 i Hatfield, död den 19 november 1796 i London, var en brittisk politiker, dotterson till statsmannen John Carteret, 2:e earl Granville, son till Thomas Thynne, 2:e viscount Weymouth och far till Thomas Thynne, 2:e markis av Bath.
Thynne, som 1751 ärvde viscounttiteln, gjorde sig i ungdomen mest beryktad för spel och dryckenskap och utsågs 1765 för att få sina affärer reparerade till lordlöjtnant av Irland, vilken post han innehade blott några månader. Genom protektion från Bedfordgruppen blev Thynne 1768 statssekreterare, men avgick 1770 i samband med en konflikt med Spanien om Falklandsöarna. 
I november 1775 blev Thynne ånyo statssekreterare, och Groom of the Stole (ett år) och var därjämte regeringspartiets ledare i överhuset till november 1779, då han avgick på grund av missnöje med ministären Norths envishet att fortsätta kriget mot de nordamerikanska kolonierna. Thynne tillhörde Fox och prinsens av Wales utsvävande umgänge, var lycklig debattör, men hindrades av sin lättja att komma fram i allra första planet inom politiken. År 1782 till 1796 var han onyo Groom of he Stole. År 1789 upphöjdes han till markis av Bath.